# 723
Năm 723 trong lịch Julius.